# 中国创造学会
中国创造学会是中华人民共和国创造学工作者组成的群众性学术团体，是中国科学技术协会主管的社会团体，1994年6月9日成立。